# Nălațvad, Hunedoara
Nălațvad este o localitate componentă a orașului Hațeg din județul Hunedoara, Transilvania, România.

## Monumente istorice
- Castelul Nalatzi-Fay

## Galerie de imagine

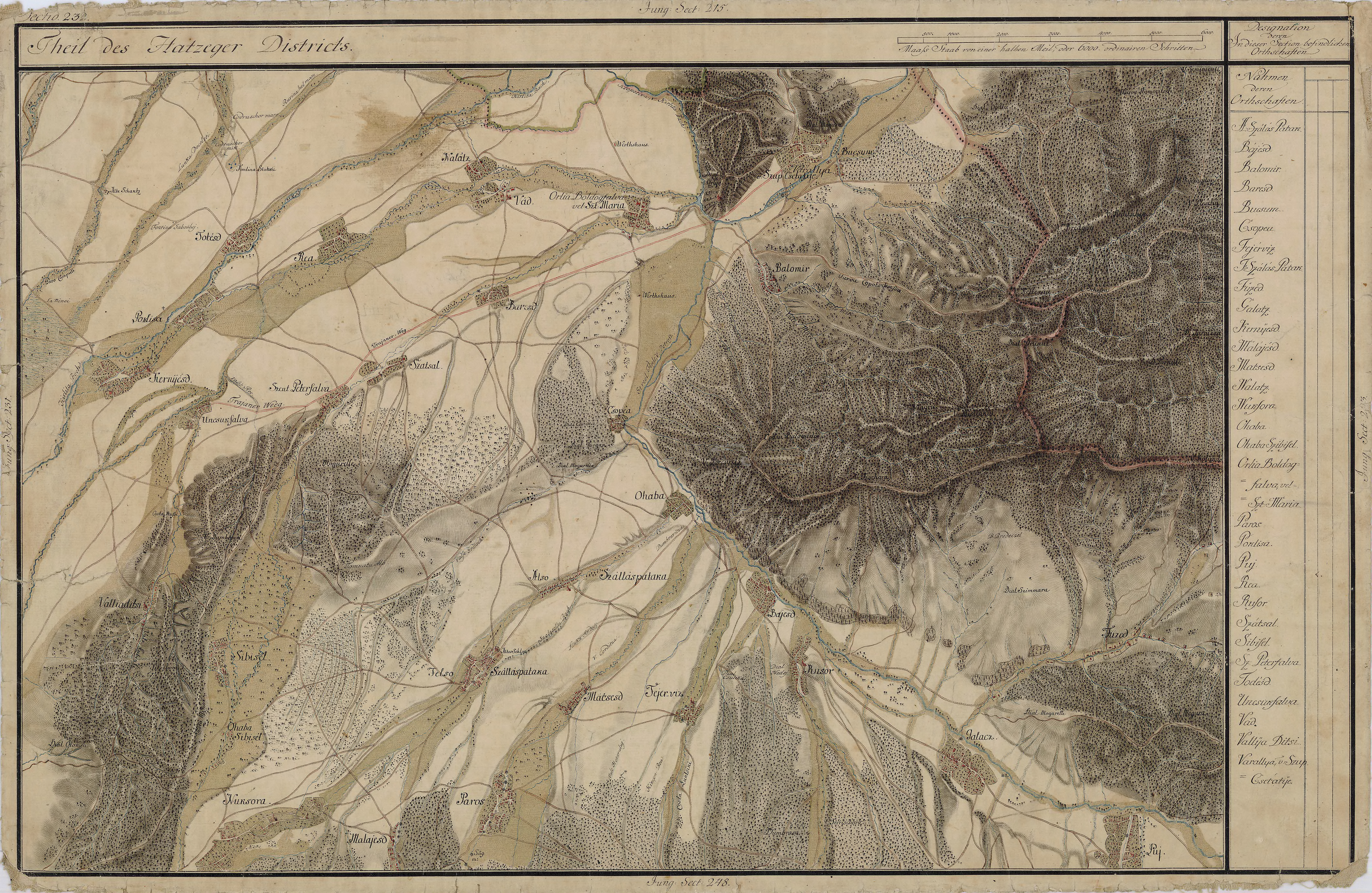
Nălațvad pe Harta Iosefină a Transilvaniei, 1769-1773
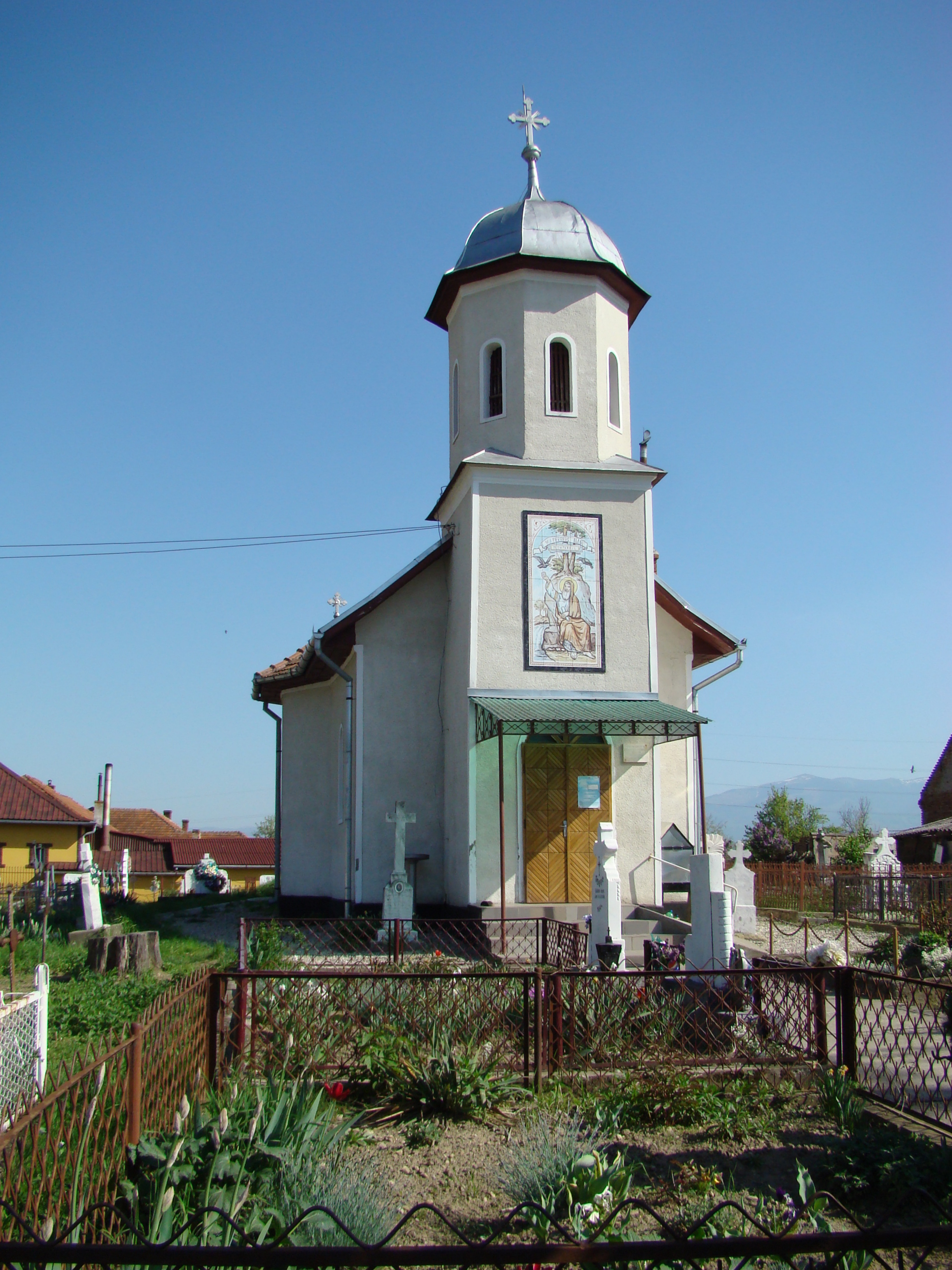
Biserica „Sfântul Prooroc Ilie Tesviteanul” (1938)